# Elke Taelman
Elke Taelman (Lier, 4 december 1986), ook bekend onder haar artiestennamen Elke en Ellis, is een Vlaamse zangeres. Haar doorbraak kwam in 2012 toen ze met haar debuutsingle Dat hemels gevoel een bescheiden hit had.

## Biografie
Taelman groeide op in de Belgische stad Lier. In 2008 nam ze deel aan de talentenjacht Can You Duet? op VT4. Daarin geraakte ze niet verder dan de tweede liveshow. Datzelfde jaar deed ze ook mee aan de wedstrijd Let's Go Lasgo, waarin de danceformatie Lasgo op zoek ging naar een nieuwe zangeres. Jelle van Dael werd toen echter als nieuwe frontvrouw gekozen. In 2011 behaalde Taelman de eerste plaats op de derde editie van het Kampioenschap van Vlaanderen Karaoke. Het daaropvolgende jaar won ze de tweede editie van de Muziekklas van Radio 2, een muziekproject waarbij de radiozender op zoek ging naar nieuw talent in het genre 'meezingers'. Hierop werd in juli 2012 haar eerste single Dat hemels gevoel uitgebracht. Het lied behaalde de negentiende plaats in de Ultratip 100 en stond acht weken lang in de Vlaamse top 10, waarin het de vijfde positie bereikte. Tevens bracht Elke het nummer ten gehore in verschillende muziekprogramma's, waaronder Vlaanderen Muziekland op één en annes café op anne. In november 2012 kwam Elkes tweede single Jij bent zo anders uit, die eveneens goed ontvangen werd.
Tot 2014 trad Taelman op onder haar voornaam Elke, daarna besloot ze voortaan ook haar achternaam te gebruiken. Met singles als Duizend nachten duizend dromen en Ik zie de zon boekte ze dat jaar bescheiden successen. In juli 2015 bracht ze haar debuutalbum Hemels uit, met daarop de zes voorafgaande singles en zes nieuwe nummers. Het album verkocht redelijk en stond elf weken in de Vlaamse albumlijst. In 2017 veranderde Taelman haar artiestennaam in Ellis en stapte ze over op Engelstalig repertoire. De singles Bring me back en Heartache werden echter geen hits. In 2019 koos ze wederom voor Nederlandstalige muziek en ging ze samenwerken met zanger Doran.

## Discografie

### Albums
| Album met hitnotering(en) in de Vlaamse Ultratop 200 albums | Datum van verschijnen | Datum van binnenkomst | Hoogste positie | Aantal weken | Opmerkingen |
| ----------------------------------------------------------- | --------------------- | --------------------- | --------------- | ------------ | ----------- |
| Hemels                                                      | 2015                  | 11-07-2015            | 43              | 11           |             |

### Singles
| Single met hitnotering(en) in de Vlaamse Ultratop 50 | Datum van verschijnen | Datum van binnenkomst | Hoogste positie | Aantal weken | Opmerkingen                                         |
| ---------------------------------------------------- | --------------------- | --------------------- | --------------- | ------------ | --------------------------------------------------- |
| Dat hemels gevoel                                    | 09-07-2012            | 28-07-2012            | tip19           | -            | als Elke / Nr. 5 in de Vlaamse Top 10               |
| Jij bent zo anders                                   | 05-11-2012            | 01-12-2012            | tip29           | -            | als Elke / Nr. 6 in de Vlaamse Top 10               |
| Wanneer ik in zijn ogen keek                         | 31-05-2013            | 08-06-2013            | tip64           | -            | als Elke                                            |
| Zonder jou                                           | 09-12-2013            | 21-12-2013            | tip47           | -            | als Elke                                            |
| Duizend nachten duizend dromen                       | 24-03-2014            | 05-04-2014            | tip10           | -            | Nr. 4 in de Vlaamse Top 10                          |
| Ik zie de zon                                        | 07-07-2014            | 19-07-2014            | tip38           | -            | Nr. 19 in de Vlaamse Top 50                         |
| Zolang er dromen zijn                                | 08-12-2014            | 20-12-2014            | tip42           | -            | Nr. 14 in de Vlaamse Top 50                         |
| Pierrot                                              | 22-06-2015            | 27-06-2015            | tip50           | -            | Nr. 31 in de Vlaamse Top 50                         |
| Voor altijd diep in m'n hart                         | 11-09-2015            | 24-10-2015            | tip77           | -            | Nr. 35 in de Vlaamse Top 50                         |
| Bel bel bel                                          | 23-09-2016            | 01-10-2016            | tip             | -            | Nr. 26 in de Vlaamse Top 50                         |
| Bring me back                                        | 04-09-2017            | 16-09-2017            | tip33           | -            | als Ellis                                           |
| Heartache                                            | 27-04-2018            | 19-05-2018            | tip             | -            | als Ellis                                           |
| Stapelgek op jou                                     | 28-06-2019            | 10-08-2019            | tip             | -            | als Ellis / met Doran / Nr. 41 in de Vlaamse Top 50 |
| Voor altijd samen                                    | 06-12-2019            | 11-01-2020            | tip             | -            | als Ellis / met Doran / Nr. 38 in de Vlaamse Top 50 |